# دير زنقاح (الحديدة)
دير زنقاح هي إحدى قرى مديرية باجل، التابعة لمحافظة الحديدة اليمنية، بلغ تعداد سكانها 2487 نسمة حسب الإحصاء الذي أجري عام 2004.